# Devante Smith-Pelly
Devante Smith-Pelly (Scarborough, 14 de junho de 1992)  é um jogador profissional de hóquei no gelo canadense que atua na posição de right wing pelo Washington Capitals, da NHL.

## Carreira
Devante Smith-Pelly foi draftado na 42º pelo Anaheim Ducks no Draft de 2010.

## Títulos

### Washington Capitals
- Stanley Cup: 2018